# Scooby-Doo! Goal da paura
Scooby-Doo - Goal da paura (Scooby-Doo! Ghastly Goals) è un episodio speciale in DVD della serie animata Scooby-Doo. È preceduto da Scooby-Doo! La minaccia del cane meccanico. Questi episodi speciali sono stati creati con l'utilizzo della tecnica d'animazione usata anche negli ultimi film in DVD della serie. Ad esso segue Scooby-Doo! e il mostro marino.

## Trama
La gang è in Brasile per seguire dal vivo i festeggiamenti del Campionato mondiale di calcio 2014, ma la parata dei carri a Rio viene interrotta da un demone che semina il panico tra i tifosi. Inizia quindi una corsa alla ricerca di un pallone da calcio su cui è versato un componente chimico sperimentale.